# Fraita
Fraita (in arabo الفرائطة‎?) , è una città del Marocco, nella provincia di El Kelâat Es-Sraghna, nella regione di Marrakech-Safi.
Si trova a 21 km sud-est della città di El Kelâa Des Sraghna, con 11.298 abitanti (2004), nei pressi dei fiumi Ouad al-Akhedhar e Ouad Tassaout.

## Frazioni del comune di Fraita
- Old Saadoune
- Alqassba
- Old Akhchina
- Old Soummane
- Old el Ouenda
- Old Hamou Chikh
- El Kbala
- Old Sidi Ali
- Old Ali
- El Ksour